# Anna Grue
Anna Grue (født 22. juni 1957 i Nykøbing Sjælland) er en dansk krimiforfatter.
Den mest omfangsrige del af hendes forfatterskab er krimiserien om detektiven Dan Sommerdahl. Derudover har hun skrevet andre romaner og noveller.
Hun er en af Danmarks mest læste krimiforfattere.
Grue er født i Nykøbing Sjælland, men i 1960 flyttede familien til Randers og nogle år senere til Aalborg, hvor hun fik en nysproglig studentereksamen fra Hasseris Gymnasium. Herefter blev hun optaget på Skolen for Brugskunst i linjen for tegning og grafik, og tog afgang i 1981. 
Efter sin uddannelse arbejdede Grue i en årrække i nyheds- og magasinbranchen.
Hun begyndte som layouter i udviklingsafdelingen på Fogtdals Blade. I 1983 blev hun layouter på Bo Bedre.
Hun begyndte med tekstarbejde i 1986 da Christianshavns Reklamebureau ansatte hende som art director og tekstforfatter.
Året efter fungerede hun som redaktionssektretær og forsideredaktør på BT. I 1991 kom hun til Allerkoncernen som chefredaktør på musikbladet Mix. Hun startede Forældre & Børn og fungerede som chefredaktør en årrække på dette magasin før Aller gjorde hende til redaktionschef på ugebladet Søndag i 1999. I 2001 begyndte hun månedsbladet Bazar og var chefredatør på bladet indtil hun forlod Aller i 2005.
Dette år startede hun bladet Vi med hund for JSL Publications.
Grue udgav sin debutroman, Noget for noget, på Forlaget Aschehoug i 2005. Hendes efterfølgende bøger er udgivet på Politikens Forlag.
Debuten indbragte hende Det Danske Kriminalakademis diplom for fremragende debut.
Grues første egentlige inspirationskilde til at blive krimiforfatter, opstod i hjemmet. Med en mor der arbejdede som psykiater, blev der ved middagsbordet talt om alt fra blod til hjernelæsioner. Samtidig læste den unge Grue mange krimier, som hun fik lov at låne af sin mors kollega.
Grues popularitet kan ses i mængden af hendes bibliotekspenge, hvor hun i 2014 var top højdespringer med over 100.000 kroner mere end i 2013.
Samlet modtog hun 282.113 kroner i 2014, hvilket bragte hende på en 55. plads.
Samme år blev hun nomineret til boghandlerkæde Bog & idés forfatterpris, MARTHA prisen.
Med udgangspunkt i sit forfatterskab fungerer Grue også som foredragsholder,
og hun har deltaget i panelet i tv-programmet Smagsdommerne.
Grue blev gift med Jesper Christiansen i 1981 og hun har tre børn. Jesper Christiansen er kunstmaler og forhenværende professor på Kunstakademiet.